# Medaglia di sua maestà il re di Svezia
La medaglia di sua maestà il re di Svezia (in svedese H.M. Konungens medalj), conosciuta in passato come medaglia di corte (in svedese Hovmedaljen) è una decorazione conferita dal re di Svezia. Fu creata nel 1814.
La medaglia può essere in oro o argento, con nastro o con catena. È disponibile in diverse dimensioni; la 12^ è quella più grande.
La decorazione può essere conferita per meriti speciali a cittadini svedesi e stranieri e ad ufficiali della corte reale. Dal 1975 è la più alta onorificenza che può essere conferita a cittadini svedesi dopo la medaglia dei serafini.